# Мнишек, Ежи Август
Ежи Август Мнишек (1715— 15 октября 1778) — государственный деятель Речи Посполитой, ловчий великий коронный (1732—1736), подкоморий великий Литовский (1736—1742), маршалок надворный Коронный (1742—1767), генеральный староста Великопольский (1757—1778), каштелян краковский (1773—1778), староста Саноцкий, Белоцерковский, Грудзёндзский, Любачувский и Кричевский.

## Биография
Представитель польского магнатского рода Мнишеков герба «Мнишеки». Старший сын каштеляна краковского Юзефа Мнишека (1670—1747) и Констанции Тарло (ум. 1740). Младший брат — подкоморий великий литовский и генерал-лейтенант польской армии Ян Кароль Вандалин Мнишек (1716—1759).
Противник партии князей Чарторыйских («Фамилии»), руководитель придворной (саксонской) партии в 1758—1763 годах.
Создатель Камарилии Мнишека. В 1740 году был избран послом на сейм. Благодаря второму браку в 1750 году с дочерью первого министра Августа III Гериха фон Брюля — Амалии, стал неофициальным лидером придворной партии, получил в свои руки монопольное право по раздаче должностей и староств.
Создатель костёла в своих владениях в Беско в 1755 году.
В правление Августа III Веттина был руководителем брюлевской партии сторонников сохранения прежнего устройства Речи Посполитой. Боролся при дворе с влиянием партии Чарторыйских и был противником избрания Станислава Августа Понятовского. 7 мая 1764 года подписал манифест, в котором объявлял о незаконности нахождения русских войск на конвокационном Сейме.
В 1767 году был маршалком Радомской конфедерации.
В 1768 году Ежи Август Мнишек был одним из основателей Барской конфедерации (1768—1772). При его дворе в Дукле частыми гостями были предводители барских конфедератов, в том числе Казимир Пулавский.
Ежи Август Мнишек и его жена Марии Амалия Брюль построили в Дукле величественный особняк с двумя хозяйственными постройками и садом. После оккупации австрийцами Беско в 1772 году Ежи Август Мнишек обменял город Санок вместе с замком за имение Шумин. В сентябре 1772 года австрийские войска вступили в Дуклю, где разоружили и включили в свой состав надворных драгун Мнишека. В 1776 году Ежи Август Мнишек вошел в состав Постоянного Совета.
Был одним из первым масонов в Речи Посполитой. Основал масонскую ложу в своей резиденции в Дукле.

## Награды
- Орден Святого Александра Невского (30.06.1742).
- Орден Белого Орла
- Орден Святого апостола Андрея Первозданного

## Семья
Был дважды женат. В 1738 году первым браком женился на Бигильде Шембек (ок. 1723—1747), дочери канцлера великого коронного Яна Себастьяна Шембека (ум. 1731) и Евы Лещинской (ум. 1733), от брака с которой детей не имел.
В 1750 году вторично женился на Марии Амалии Фредерике Брюль (1736—1772), старшей дочери первого министра Саксонии и генерала коронной артиллерии, графа Генриха фон Брюля (1700—1763), и Марии Анны Франциск Коловрат-Краковской (1717—1762).
Дети:
- Жозефина Амалия Мнишек (1752—1798), жена с 1774 года воеводы русского и генерала коронной артиллерии Станислава Щенсного Потоцкого (1751—1805).